# Andersonia leptura
Andersonia leptura är en fiskart som beskrevs av Boulenger, 1900. Andersonia leptura ingår i släktet Andersonia och familjen Amphiliidae. IUCN kategoriserar arten globalt som livskraftig. Inga underarter finns listade i Catalogue of Life.